# Litauszky Lilla
Litauszky Lilla (Budapest, 1994. április 20. –) magyar színésznő.

## Életpályája
2014 és 2019 között a Színház- és Filmművészeti Egyetem hallgatója volt, zenés színész szakirányon végzett Novák Eszter osztályában. Egyetemi gyakorlatát a Miskolci Nemzeti Színházban töltötte. 2019 és 2021 között szabadúszó. 2021-2024 között a Zenthe Ferenc Színház tagja volt.

## Fontosabb színházi szerepei
- Kálmán Imre – Julius Brammer – Alfred Grünwald: A cirkuszhercegnő – Miss Mabel Gibson (Miskolci Nemzeti Színház, 2018)
- Michael Stewart: Hello, Dollyǃ – Mrs. Irene Molloy (Miskolci Nemzeti Színház, 2018)
- Frank Wildhorn: Bonnie és Clyde – Bonnie (Margitszigeti Szabadtéri Színpad, 2019)
- William Shakespeare: A velencei kalmár – Aragónia hercege (Miskolci Nemzeti Színház, 2019)
- Móricz Zsigmond: Úri muri – Szabó Rozália (Móricz Zsigmond Színház, Nyíregyháza, 2020)
- Revizor (Jászai Mari Színhàz,2021)
- Kazimir és Karoline-Erna ( Jászai Mari Színház,2022)
- Buborékok (Zenthe Ferenc Színhàz,2022)
- Augusztus Oklahomàban (Zenthe Ferenc Színház)
- Kulcskeresők -2021
- Nem élhetek muzsikaszó nélkül -2021
- A Bolond Lány-2023

## Filmes és televíziós szerepei
- Oltári csajok (2017) ...Vértes Vera
- Tóth János (2018) ...Szép lány
- Bátrak földje (2020) ...Bodza Katica
- Mellékhatás (2020) ...Horváth Melinda
- Barátok közt (2020–2021) ...Szekeres Dorka
- Hazatalálsz (2023–2024)... Urbán Nina
- Gólkirályság (2024) ...